# Aeroportul Sehwan Sharif
Aeroportul Sehwan Sharif (IATA: SYW, ICAO: OPSN) este un aeroport din Sindh, Pakistan.
Situat la o altitudine de 37 m, aeroportul dispune de o singură pistă. Este operat de Pakistan Civil Aviation Authority⁠(d).